# Davis Cup 1966
In 1966 werd het toernooi om de Davis Cup  voor de 55e keer gehouden. De Davis Cup is het meest prestigieuze tennistoernooi voor landen dat sinds 1900 elk jaar wordt georganiseerd.
Australië won voor de 21e keer de Davis Cup door in de finale India met 4-1 te verslaan.
De deelnemers strijden in de verschillende regionale zones tegen elkaar. De winnaar van elke zone speelt het interzonaal toernooi. De winnaar daarvan speelt tegen de regerend kampioen om de Davis Cup.
Vanaf dit jaar werd de Europese Zone in twee gelijkwaardige groepen gesplitst. Hierdoor doen er telkens twee teams uit de Europese zone mee aan het interzonaal toernooi.

## Finale
Australië -  India 4-1 (Melbourne, Australië, 26-28 december)

## Interzonaal Toernooi
|  | halve finale     | halve finale |  |          | finale 4-6 december | finale 4-6 december |
|  |                  |              |  |          |                     |                     |
|  | 12-14 november   |              |  |          |                     |                     |
|  | India            | 3            |  |          |                     |                     |
|  | West-Duitsland   | 2            |  |          |                     |                     |
|  |                  |              |  |          | India               | 3                   |
|  | 5-7 november     | 5-7 november |  | Brazilië | 2                   |                     |
|  | Brazilië         | 3            |  |          |                     |                     |
|  | Verenigde Staten | 2            |  |          |                     |                     |

Eerst genoemd team speelt thuis

## België
België speelt in de Europese zone.
| datum      | tegenstander | uitslag | locatie | groep   | ronde    | winst/verlies |
| ---------- | ------------ | ------- | ------- | ------- | -------- | ------------- |
| 01-05-1966 | Zuid-Afrika  | 0-5     | thuis   | EUR udt | 1e ronde | v             |

België werd al in de eerste ronde uitgeschakeld.

## Nederland
Nederland speelt in de Europese zone.
| datum      | tegenstander | uitslag | locatie | groep   | ronde       | winst/verlies |
| ---------- | ------------ | ------- | ------- | ------- | ----------- | ------------- |
| 15-05-1966 | Zuid-Afrika  | 1-4     | thuis   | EUR udt | kwartfinale | v             |
| 01-05-1966 | Ierland      | 5-0     | thuis   | EUR udt | 1e ronde    | w             |

Nederland bereikte de kwartfinale van de Europese zone.
| niveau 1 | niveau 2 | niveau 3 | niveau 4 | niveau 5 |

Algemeen · Opzet · Finales · Winnaars 
 België ·  Nederland ·  Aruba ·  Nederlandse Antillen 

1900 · 1901 · 1902 · 1903 · 1904 · 1905 · 1906 · 1907 · 1908 · 1909 · 1910 · 1911 · 1912 · 1913 · 1914 · 1915 · 1916 · 1917 · 1918 · 1919 · 1920 · 1921 · 1922 · 1923 · 1924 · 1925 · 1926 · 1927 · 1928 · 1929 · 1930 · 1931 · 1932 · 1933 · 1934 · 1935 · 1936 · 1937 · 1938 · 1939 · 1940 · 1941 · 1942 · 1943 · 1944 · 1945 · 1946 · 1947 · 1948 · 1949 · 1950 · 1951 · 1952 · 1953 · 1954 · 1955 · 1956 · 1957 · 1958 · 1959 · 1960 · 1961 · 1962 · 1963 · 1964 · 1965 · 1966 · 1967 · 1968 · 1969 · 1970 · 1971 · 1972 · 1973 · 1974 · 1975 · 1976 · 1977 · 1978 · 1979 · 1980 · 1981 · 1982 · 1983 · 1984 · 1985 · 1986 · 1987 · 1988 · 1989 · 1990 · 1991 · 1992 · 1993 · 1994 · 1995 · 1996 · 1997 · 1998 · 1999 · 2000 · 2001 · 2002 · 2003 · 2004 · 2005 · 2006 · 2007 · 2008 · 2009 · 2010 · 2011 · 2012 · 2013 · 2014 · 2015 · 2016 · 2017 · 2018 · 2019 · 2020-2021 · 2022 · 2023 · 2024 · 2025